# Osseter

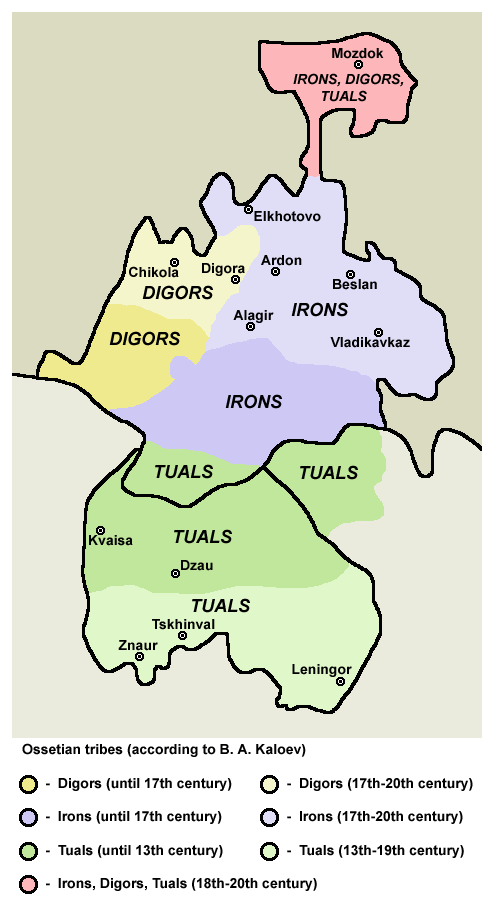

Osseter är ett främst i Ossetien på både norra och södra sidan om mellersta Kaukasus (Nordossetien och Sydossetien) bosatt folk om omkring 1 000 000 personer, varav drygt 80 % talar ossetiska. 
Oseti (ოსეთი) är egentligen det georgiska namnet på landet, och folket skulle heta oser. Själva kallar de sig iron eller irættæ (ирæттæ) och sitt land Iryston eller Ironistan. Namnet har samma betydelse som och utgör en lingvistisk variant av nationsnamnet Iran, "de ädlas land, ariernas land".  Osseterna var zoroastrier[källa behövs] och blev kristna redan omkring år 1000, men har sedan den tiden flera gånger bytt tro och tidtals varit muslimer. De är nu grekisk-ortodoxa.
De olika "brödraskapen" eller familjerna, i spetsen för vilka stod "äldste", låg ofta i fejd med varandra. Osseterna blev därför tämligen lätt kuvade av främmande erövrare. Man har i osseterna velat se kvarlevor av alanerna (även asi, jasi, as och os; jämför serbiska asjani). Att de är ett iranskt folk framgår inte bara av språket, utan även av sedvänjor och folktro, som erinrar om Avesta. De ska tidigare ha varit utbredda ända till Don (ossetiska don betyder "flod"), men blivit undanträngda av mongolerna (på 1300-talet). Man tror att osseterna är avkomlingar till de iranska västskyterna eller alanerna.
Osseterna har starka band med ryska kosacker, och många av dem har kosackiskt blod.[källa behövs] Osseter och kosacker betraktar varandra som broderfolk.[källa behövs]

## Galleri

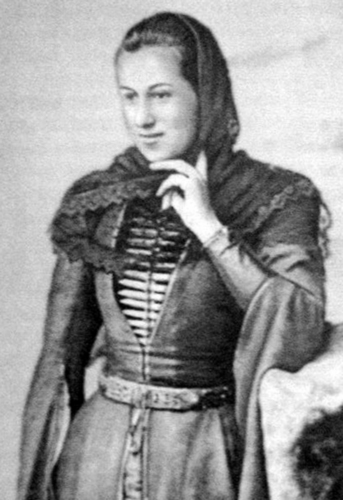
Ossetisk kvinna i traditionella kläder, tidigt 1900-tal.
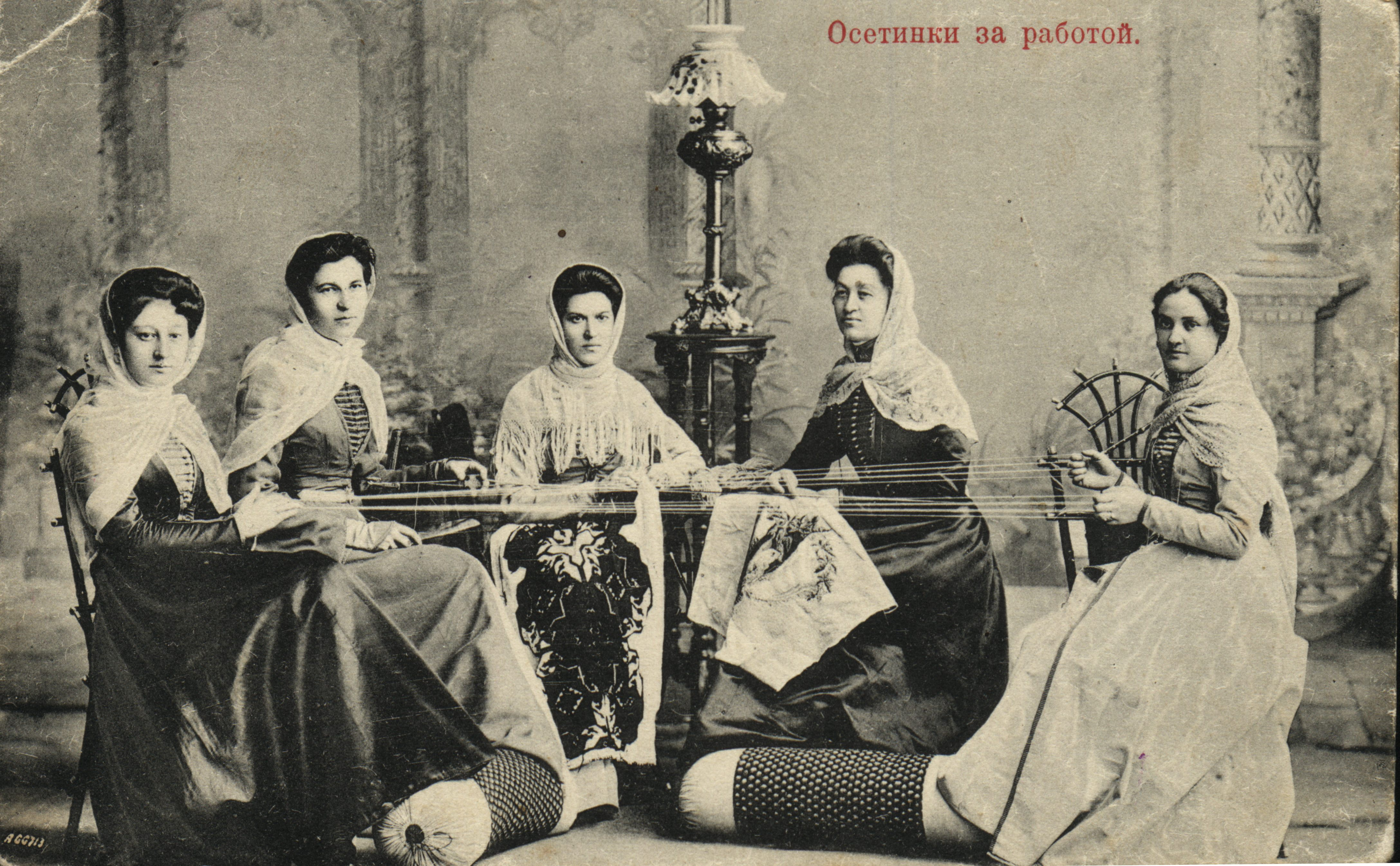
Arbetande ossetiska kvinnor (1800-talet).
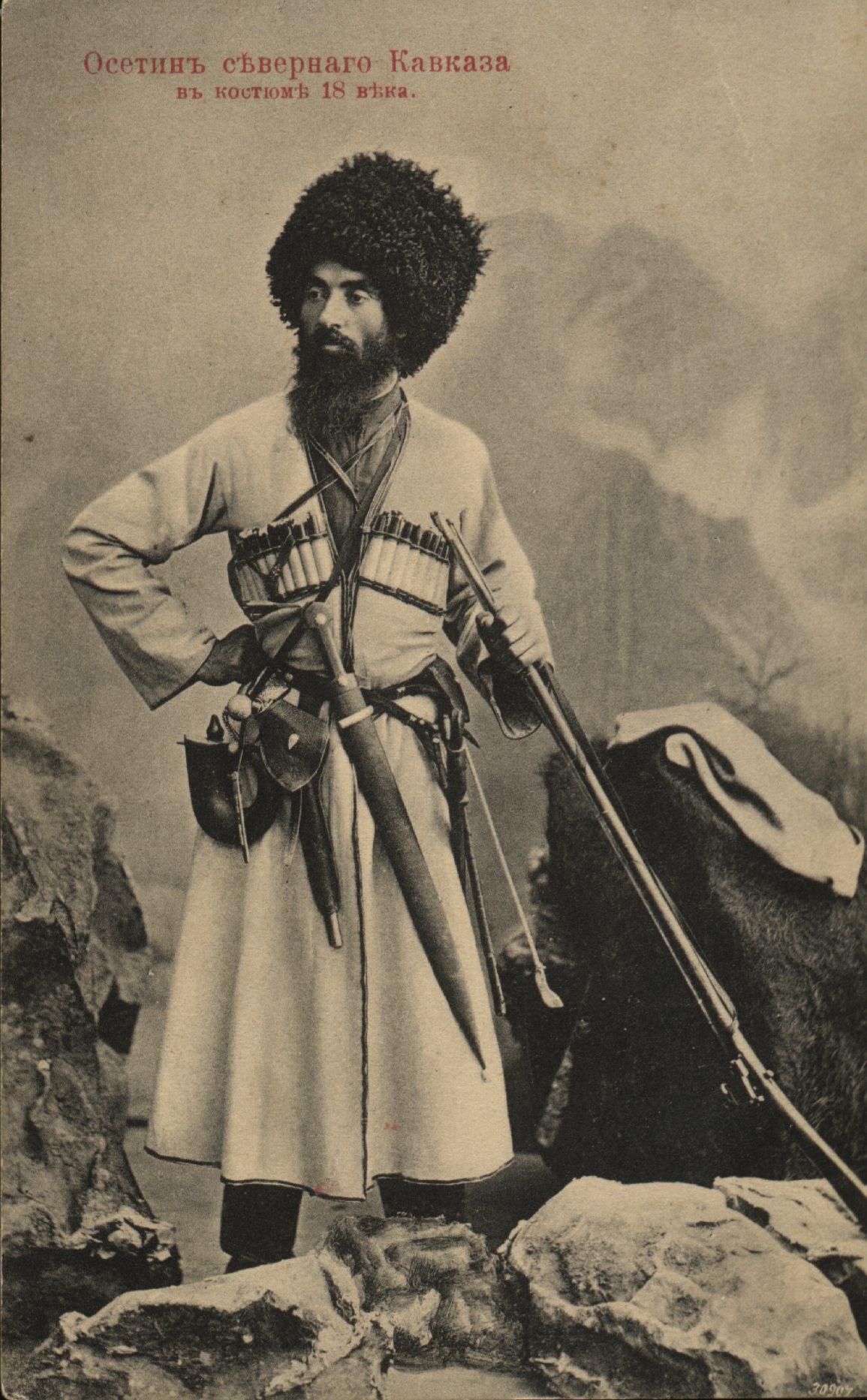
Ossetisk dräkt från 1700-talet, Ramonov Vano.
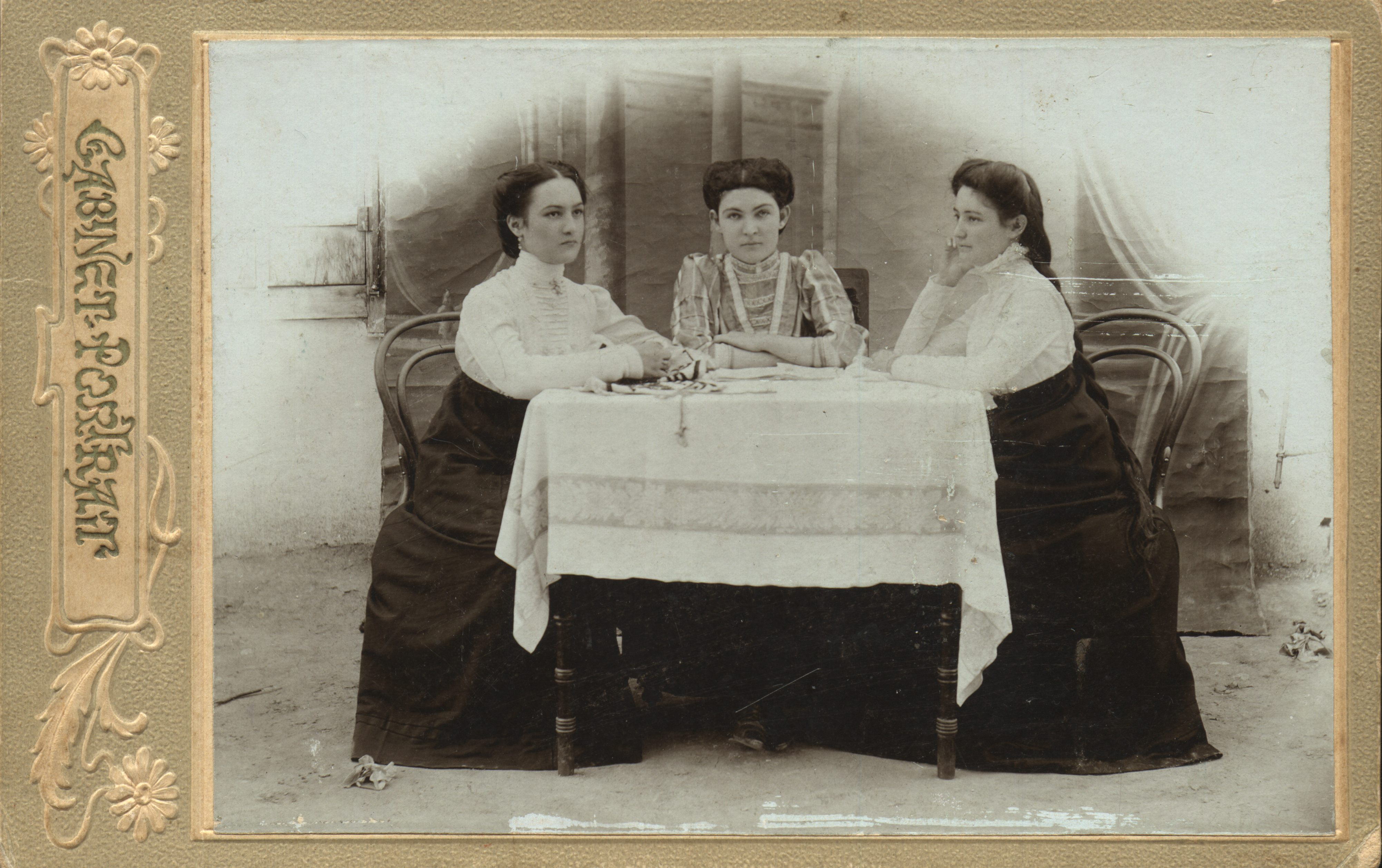
Tre ossetiska lärare, 1800-talet.